# سیارک ۲۱۵۵۸
سیارک ۲۱۵۵۸ (به انگلیسی: 21558 Alisonliu، نامگذاری:1998QW77) بیست و یک هزار و پانصد و پنجاه و هشتمین سیارک کشف شده‌است که در ۲۴ اوت ۱۹۹۸ کشف شد.
قدر مطلق سیارک برابر ۵۳.۶ است.